# Sinigrina
La sinigrina è un glucosinolato presente in varie piante della famiglia delle Brassicaceae, tra cui i cavolini di bruxelles e i broccoli (Brassica oleracea), nonché in altre specie come la senape nera (Brassica nigra), il ravanello selvatico (Raphanus sativus) , il rafano (Cochleraria armoracia) e la  senape selvatica (Sinapis arvensis) molto diffusa in Puglia e nota con il termine di "Marasciuoli"
Quando i tessuti vegetali contenenti sinigrina sono schiacciati o comunque danneggiati, l'enzima mirosinasi scinde la sinigrina formando glucosio, solfato acido di potassio e isotiocianato di allile (olio di mostarda), che è responsabile del gusto piccante della senape e del rafano. I semi della senape bianca (Sinapis alba) hanno un gusto molto meno piccante perché contengono un glucosinolato differente, la sinalbina.